# ديان فوستر (عداء)
ديان فوستر (بالإنجليزية: Diane Foster)‏ (و. 1928  م) هي عداءة سريعة كندية، ولدت في فانكوفر، شاركت في الألعاب الأولمبية الصيفية 1948.
.

## روابط خارجية
- ديان فوستر على موقع اللجنة الأولمبية الدولية (الإنجليزية)
- ديان فوستر على موقع أوليمبيديا (الإنجليزية)